# Quvasoy
Quvasoy (uzb. cyr.: Қувасой; ros.: Кувасай, Kuwasaj) – miasto we wschodnim Uzbekistanie, w wilajecie fergańskim, w Kotlinie Fergańskiej, przy granicy z Kirgistanem. W 1989 roku liczyło ok. 25 tys. mieszkańców. Ośrodek przemysłu cementowego i ceramicznego (fabryka porcelany).
Miejscowość otrzymała prawa miejskie w 1954 roku.